# Swell (Gloucestershire)
Swell é uma paróquia e aldeia do distrito de Cotswold, no condado de Gloucestershire, na Inglaterra. De acordo com o Censo de 2011, tinha 389 habitantes. Tem uma área de 14,48 km².